# Louis Robert Paysant
Louis-Robert Paysant, né le 25 mai 1787 à Saint-Germain-d'Ectot (Calvados) et mort le 6 septembre 1841 à Bocé (Maine-et-Loire), est un religieux catholique français.

## Biographie
Issu d'une famille modeste, il est le fils de Louis Paysant cultivateur et de Marie Françoise Bessin. Sa mère meurt alors qu'il est âgé d'à peine 9 mois, et est élevé par une tante. 
Après des études primaires brillantes, doté d’une belle instruction, il est reçu bachelier es lettres en 1812. Entré au séminaire, il est ordonné prêtre en 1814 et envoyé comme vicaire à Saint-Pierre de Caen et remplit simultanément les fonctions d'économe au grand séminaire en 1816-1817. L'année suivante, il est nommé chapelain de la communauté de l'Hospice Saint-Louis de Caen. 
En 1819, il devient chanoine de Bayeux. Pro-vicaire général à Caen et ensuite Bayeux, il est promu vicaire général en 1827, puis vicaire capitulaire en 1836 .
Arcisse de Caumont ayant fondé la société pour la conservation des monuments historiques le prend comme secrétaire.
Nommé, par le roi, évêque d'Angers le 29 septembre 1839, il est sacré le 25 février 1840 à Bayeux  et devient évêque d’Angers en 1840 et 1841. 
Sa biographie écrite en 1842 par Laffetay nous apprend qu'il est inhumé dans la cathédrale d'Angers et que son cœur fut déposé dans l’église de l’hospice de Caen.

## Héraldique
Blason : "d'azur à une ancre et une croix latine posées en sautoir, le tout d'or" 
Devise : "Cruce Nitimur"